# Xã Eagle, Quận Kossuth, Iowa
Xã Eagle (tiếng Anh: Eagle Township) là một xã thuộc quận Kossuth, tiểu bang Iowa, Hoa Kỳ. Năm 2010, dân số của xã này là 125 người.